# یواس‌اس امپوریا (پی‌اف-۲۸)
یواس‌اس امپوریا (پی‌اف-۲۸) (به انگلیسی: USS Emporia (PF-28)) یک کشتی بود که طول آن ۳۰۳ فوت ۱۱ اینچ (۹۲٫۶۳ متر) بود. این کشتی در سال ۱۹۴۳ ساخته شد.